# Liste der Gemeindeverbände im Département Haute-Savoie
Das Département Haute-Savoie liegt in der Region Auvergne-Rhône-Alpes in Frankreich. Es untergliedert sich in 21 Gemeindeverbände.
Siehe auch: Liste der Gemeinden im Département Haute-Savoie

## Gemeindeverbände

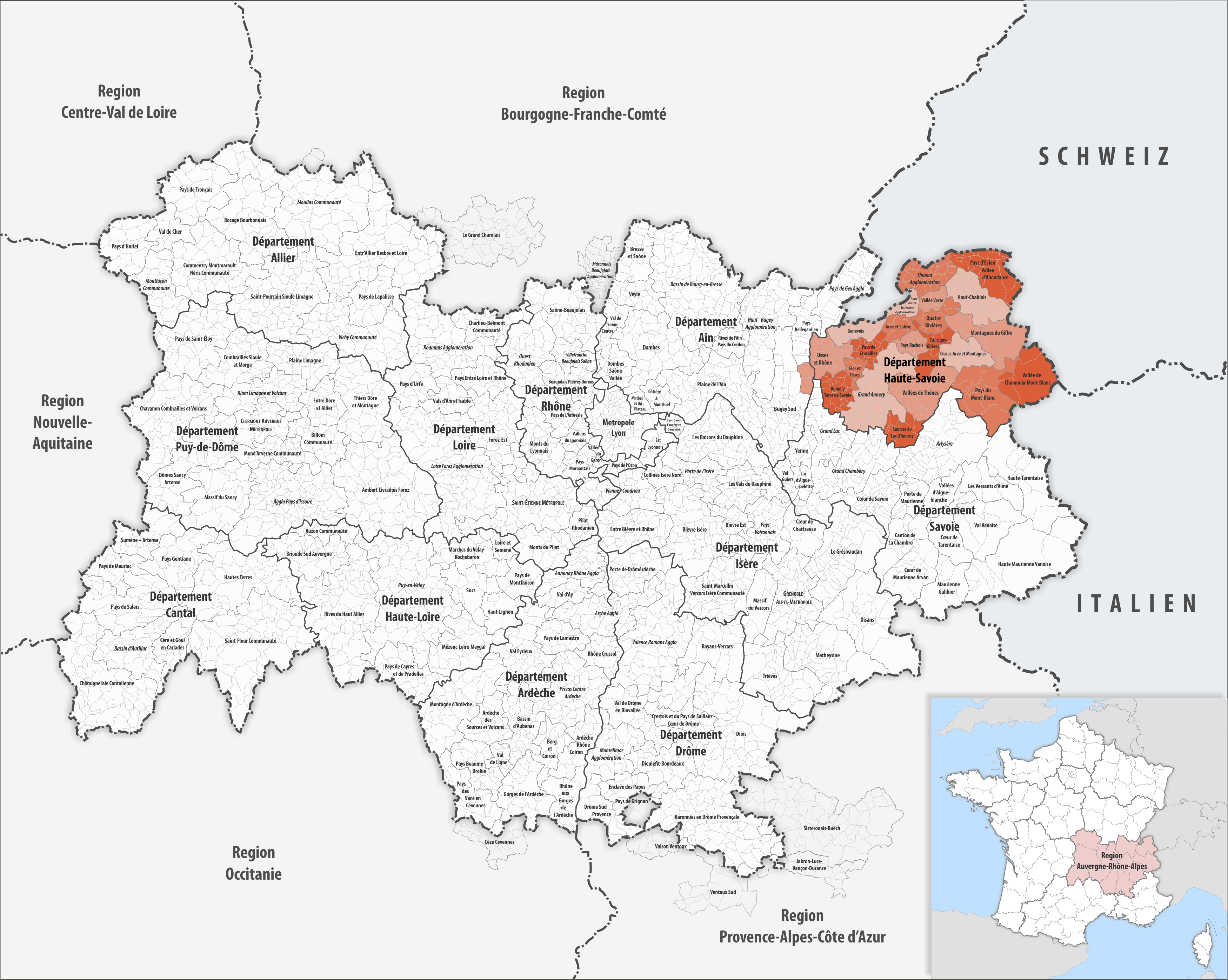
Gemeindeverbände im Département Haute-Savoie

| Gemeindeverband                     | Gemeinden im Départ./Verband | Einwohner 1. Januar 2022 | Fläche km² | Dichte Einw./km² | SIREN- Nummer | Rechtsform                 | Gründungsdatum    |
| ----------------------------------- | ---------------------------- | ------------------------ | ---------- | ---------------- | ------------- | -------------------------- | ----------------- |
| Annemasse-Les Voirons-Agglomération | 12/12                        | 95.155                   | 78,18      | 1.217            | 200 011 773   | Communauté d’agglomération | 5. Dezember 2007  |
| Arve et Salève                      | 8/8                          | 20.437                   | 99,31      | 206              | 247 400 583   | Communauté de communes     | 9. November 1993  |
| Cluses-Arve et Montagnes            | 10/10                        | 47.034                   | 203,70     | 231              | 200 033 116   | Communauté de communes     | 16. Juli 2012     |
| Faucigny-Glières                    | 7/7                          | 28.363                   | 150,67     | 188              | 200 000 172   | Communauté de communes     | 30. November 2005 |
| Fier et Usses                       | 7/7                          | 16.252                   | 67,96      | 239              | 247 400 567   | Communauté de communes     | 17. Juni 1993     |
| Genevois                            | 17/17                        | 49.025                   | 151,45     | 324              | 247 400 690   | Communauté de communes     | 26. Dezember 1995 |
| Grand Annecy                        | 34/34                        | 211.259                  | 515,00     | 410              | 200 066 793   | Communauté d’agglomération | 1. Januar 2017    |
| Haut-Chablais                       | 15/15                        | 12.864                   | 309,28     | 42               | 247 400 682   | Communauté de communes     | 22. Dezember 1994 |
| Montagnes du Giffre                 | 8/8                          | 12.136                   | 351,03     | 35               | 200 034 098   | Communauté de communes     | 18. Oktober 2012  |
| Pays de Cruseilles                  | 13/13                        | 17.208                   | 116,93     | 147              | 247 400 112   | Communauté de communes     | 24. Dezember 2001 |
| Pays d’Evian Vallée d’Abondance     | 22/22                        | 42.979                   | 322,46     | 133              | 200 071 967   | Communauté de communes     | 1. Januar 2017    |
| Pays du Mont-Blanc                  | 10/10                        | 44.954                   | 413,55     | 109              | 200 034 882   | Communauté de communes     | 26. November 2012 |
| Pays Rochois                        | 9/9                          | 29.529                   | 93,85      | 315              | 247 400 724   | Communauté de communes     | 30. Dezember 1999 |
| Quatre Rivières                     | 11/11                        | 20.046                   | 134,99     | 148              | 247 400 666   | Communauté de communes     | 31. Dezember 1993 |
| Rumilly Terre de Savoie             | 17/17                        | 33.198                   | 170,81     | 194              | 247 400 740   | Communauté de communes     | 22. Dezember 1999 |
| Sources du Lac d’Annecy             | 7/7                          | 15.338                   | 150,47     | 102              | 247 400 773   | Communauté de communes     | 28. Dezember 2000 |
| Thonon Agglomération                | 25/25                        | 94.873                   | 238,87     | 397              | 200 067 551   | Communauté d’agglomération | 1. Januar 2017    |
| Usses et Rhône                      | 23/26                        | 21.475                   | 273,69     | 78               | 200 070 852   | Communauté de communes     | 1. Januar 2017    |
| Vallée de Chamonix-Mont-Blanc       | 4/4                          | 13.759                   | 217,64     | 63               | 200 023 372   | Communauté de communes     | 14. Dezember 2009 |
| Vallées de Thônes                   | 12/12                        | 18.737                   | 349,67     | 54               | 247 400 617   | Communauté de communes     | 13. Dezember 1993 |
| Vallée Verte                        | 8/8                          | 8.424                    | 79,34      | 106              | 247 400 047   | Communauté de communes     | 6. Dezember 2009  |